# Махмуд-шах I Бегара
Абу'л Фатх Насир-уд-дін Махмуд-шах I (*д/н — 23 листопада 1511) — 7-й султан Гуджарату в 1458–1511 роках.

## Життєпис
Походив з династії Музаффаридів. Посів трон після повалення у 1458 році Дауд-шаха. Перші роки свого правління він присвятив зміцненню держави, придушенню сепаратизму та заколотів серед феодалів.
У зовнішній політиці намагався відбити наступ раджпутів, розширивши за їхній рахунок свої землі. Спочатку Махмуд-шах захопив важливу фортецю Гірнар у Саураштрі, після чого об'єднав в одне володіння материковий Гуджарат із Саураштрою. Тим самим султанат було суттєво зміцнено. Протягом 1450-1460-х років тривали запеклі війни з Малавським султанатом, проте жоден із суперників не досяг успіху.
У 1479 році розпочалося будівництво великого міста Мустафабада (тепер Джунагадх), що мало сприяти економічному піднесенню держави. Були запроваджені заходи зі створення торговельного й військового флоту, перетворивши Гуджарат у морську державу.
У 1482 році розпочалася війна із раджпутським кланом Чаухан, в якого у 1484 році захоплено важливу фортецю Чампанер. Сюди Махмуд-шах наказав перенести столицю султанату. Місто отримало нову назву — Мухамадабад. Розбудова його тривала протягом усього володарювання цього султана. 1493 року допоміг Маліку Ашруфу, що повстав проти ахмеднагарського султана Ахмада Нізам-шаха I зберегти незалежність. 1499 року спільно з Маліком Ашруфом виступив проти хандеського султана Мірана Аділ-хана II. Останній в свою чергу отримав допомогу від Ахмада Нізам-шаха I і берарського султана Фатхулли. Раптовою нічною атакою Ахмад Нізам-шах I поклав початок битви, що завершилася нищівною поразкою Махмуд-шаха I, який ледве втік до Гуджарату.
Проте продовжив розширити підвладні землі. До 1500 року володіння Махмуд-шаха тягнулися від Аравійського моря (на той час було захоплено важливе місто Чаул) до кордонів з Хандешським султанатом. 1508 року було відбито напад португальців на Чаул. Махмуд-шах діяв в Аравійському моря в союзі із мамлюкським Єгиптом. Проте у 1509 році їхні об'єднані морські сили зазнала нищівної поразки від португальців у битві при Діу. В результаті султан вимушений був укласти мир з Португалією, надавши її торгівцям право факторії в Діу. Під час перемовин з португальцями його було підступно вбито. Трон перейшов до його сина Музаффар-шаха II.